# Dodgy Holiday
Dodgy Holiday è il primo EP distribuito dal cantante pop britannico Mika. La distribuzione è iniziata il 20 novembre 2006 (in versione digitale), precedente alla distribuzione di Life in Cartoon Motion, il suo album di debutto, che venne successivamente distribuito da febbraio 2007. Il nome dell'EP deriva dal testo della canzone Billy Brown. Una versione materiale dell'EP contenente un libriccino esclusivo di 24 pagine con foto mai viste prima e testi delle canzoni era disponibile soltanto per un periodo limitato. Il primo tour ufficiale di Mika è stato intitolato in onore dell'EP. Quest'ultimo era disponibile negli Stati Uniti d'America anche tramite i negozi della Target Corporation.

## Tracce
1. Billy Brown – 3:15
2. Love Today (Acoustic) – 2:56
3. Relax, Take It Easy (BBC Blue Room Session) – 3:45
4. My Interpretation – 2:50